# Poseidonemertes collaris
Poseidonemertes collaris är en djurart som tillhör fylumet slemmaskar, och som beskrevs av John Septimus Roe och Henry Frederick Wickham 1984. Poseidonemertes collaris ingår i släktet Poseidonemertes och familjen Amphiporidae. Inga underarter finns listade i Catalogue of Life.